# Danmarks ambassade i Athen
Danmarks ambassade i Athen er den danske diplomatiske mission til Grækenland og Cypern, der ligger i Athen, hovedstaden i Grækenland. Ambassaden er ansvarlig for at fremme og varetage Danmarks interesser i Grækenland, samt Cypern og sikre et godt samarbejde mellem de tre lande.
Ambassaden tilbyder en række tjenester til danske borgere, der bor eller rejser i Grækenland, herunder konsulære tjenester, pas- og visumansøgninger, hjælp til nødsituationer og kulturelle begivenheder.
Ambassaden spiller også en vigtig rolle i at fremme handel og investeringer mellem Danmark og Grækenland. Ambassadens handelsafdeling arbejder for at styrke de økonomiske bånd mellem de to lande og hjælper danske virksomheder, der ønsker at etablere sig i Grækenland.
Ambassaden er også aktiv i at fremme samarbejde mellem Danmark og Grækenland inden for områder som kultur, uddannelse og forskning. Ambassaden støtter en række kulturelle og videnskabelige projekter og arrangerer regelmæssigt kulturelle arrangementer og seminarer.
Den nuværende danske ambassadør i Athen er Per Fabricius Andersen. Ambassaden har også et antal andre medarbejdere, herunder konsulære embedsmænd, handelsrådgivere og administrativt personale.

## Historie
Den danske ambassade i Athen blev etableret i 1946 efter Anden Verdenskrig. Grækenland og Danmark har haft diplomatiske relationer siden 1913, men det var først efter krigen, at Danmark besluttede at etablere en ambassade i Athen.